# مس‌سنگی
| تقسیم‌بندی سه‌گانه اعصار |                         |           |          |
| عصر تاریخی             |                         |           |          |
| دوره لا تن             | دوره لا تن              |           | نیاتاریخ |
| دوره هالشتات           |                         |           | نیاتاریخ |
| عصر آهن                |                         |           | نیاتاریخ |
| پسین                   |                         |           | نیاتاریخ |
| میانه                  |                         |           | نیاتاریخ |
| پیشین                  |                         |           | نیاتاریخ |
| عصر برنز               |                         |           | نیاتاریخ |
| دوران نوسنگی           | عصر مس                  |           | نیاتاریخ |
| دوران نوسنگی           | نوسنگی با سفال          | پیشاتاریخ |          |
| دوران نوسنگی           | نوسنگی پیش از سفال ب    | پیشاتاریخ |          |
| دوران نوسنگی           | نوسنگی پیش از سفال آ    | پیشاتاریخ |          |
| میان‌سنگی               | میان‌سنگی، فراپارینه‌سنگی | پیشاتاریخ |          |
| پارینه‌سنگی             | پسین                    | پیشاتاریخ |          |
| پارینه‌سنگی             | میانه                   | پیشاتاریخ |          |
| پارینه‌سنگی             | پیشین                   | پیشاتاریخ |          |
| عصر سنگ                |                         | پیشاتاریخ |          |

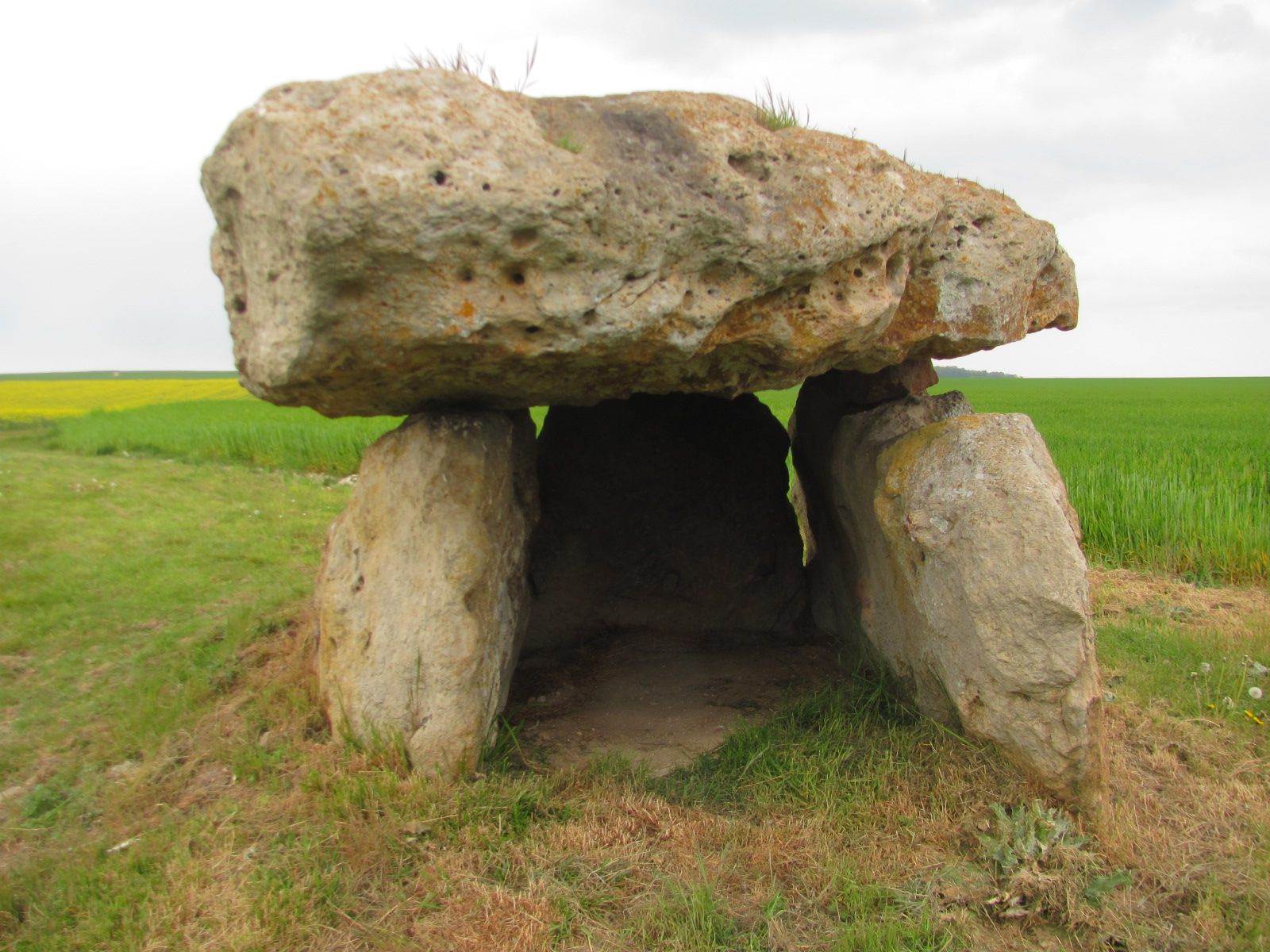
مس سنگی

مس‌سنگی یا کالکولیتیک (نام علمی: Chalcolithic)، عصر مس یا عصر فرانوسنگی (Eneolithic/Aneolithic) دوره‌ای بین نوسنگی (عصر حجر) و عصر مفرغ است که در آن از سنگ و ابزارهای مسی استفاده می‌کردند؛ این دوره مرحله گذار میان صنایع عصر سنگ و عصر مفرغ است که با دگرگونی‌های فرهنگی و روابط بازرگانی شناخته می‌شود.
این دوره دوره‌ای در هزاره چهارم و پنجم پیش از میلاد است که در آن، در فرهنگ‌های نوسنگی آسیای غربی و جنوب شرقی اروپا، استفاده از ابزارهای مسی آغاز شد.
عصر مس دوره‌ای از پیشرفت فرهنگی بشر است که استفاده از ابزار نخستین فلزی در کنار ابزار سنگی پدیدار شد. این دورهٔ انتقالی بیرون از سامانه سه عصری سنتی است و میان عصر نوسنگی و عصر برنز قرار دارد.
تشابهات سرامیکی میان تمدن درهٔ سند، جنوب ترکمنستان و شمال ایران در ۴۳۰۰ تا ۳۳۰۰ پیش از میلاد نشان از انتقال و تجارت قابل توجه مس، در عصر مس است. همچنین فرضیه‌هایی در پیرامون تجارت مس میان تمدن تپه سیلک ایران و مصر و حتی لیدیه وجود دارد.
به موجب تحقیقاتی که به وسیله دانشمندان زمین‌شناس به عمل آمده، اولین فلزی که بشر به خواص آن پی برد و از آن در زندگی خود استفاده کرد مس می‌باشد. به همین جهت اولین قسمت دوره فلزات را به نام عصر مس نامیده‌اند. در عصر مس همه مصنوعات بشر منحصراً از این فلز ساخته می‌شد. این عصر از حدود شش یا هفت هزار سال پیش از میلاد مسیح شروع و تقریباً به چهار یا پنج هزار سال قبل از میلاد که شروع دوره مفرغ است، ختم می‌شود.